# Никулино (городской округ Подольск)
Никулино — деревня в Подольском районе Московской области России. Входит в состав сельского поселения Лаговское (до середины 2000-х — Лаговский сельский округ).

## География
Деревня Никулино расположена около Московского малого кольца примерно в 12 км к юго-западу от центра города Подольска. На востоке граничит с деревней Лучинское.

## История
Деревня Никулино упоминается в писцовых книгах 1628—1629 годов как село «Спасское, Микульское тож», находившееся «за Енаклычем Чеботаевым сыном, Андреем и Федором Ивановым детьми Челищевыми, а в селе 2 двора вотчинниковых с деловыми людьми, на другой стороне речки Руденки 3 двора бобыльских с 7 человеками». Уже тогда в селе находилась деревянная Спасская церковь. По данным 1629 года значилось «в селе место попово, дьячково, проскурнино, пашни церковной земли 12 четвертей в поле, а в дву потомуж, сена 10 копен». 21 января 1678 года в селе «обложена вновь на Москве новостроенная в Московском уезде, в Перемышльской волости церковь Преображения Спасова деревянная клетци с уплатой дани в 12 алтын 2 деньги». В начале XVIII века взамен деревянной была построена каменная спасская церковь, сохранившаяся до наших дней.
По данным 1704 года в селе было 11 крестьянских дворов. В 1859 году в деревне насчитывалось 38 дворов и 301 житель.

## Население
Согласно Всероссийской переписи, в 2002 году в деревне проживало 150 человек (74 мужчины и 76 женщин). По данным на 2005 год в деревне проживало 152 человек.

## Достопримечательности
- В деревне Никулино расположена церковь Спаса Нерукотворного Образа, построенная в начале XVIII века в стиле московское барокко[3]. Храм относится к распространённому типу «восьмерик на четверике». В советское время церковь закрывалась. В 1990-е храм был отреставрирован, и службы в нём были возобновлены. Церковь Спаса Нерукотворного Образа является памятником архитектуры федерального значения[4].
- Также в Никулино от бывшей усадьбы сохранился парк и пруд[3].

## Транспорт
В деревне Никулино расположена остановка двух автобусных маршрутов:
- № 1030 (ст. Подольск — Молодёжный — Спортбаза — ст. Подольск)[5]
- № 1048 (ст. Подольск — Спортбаза — Молодёжный — ст. Подольск)[6]